# برانزویک (تنسی)
برانزویک (به انگلیسی: Brunswick) یک منطقهٔ مسکونی در ایالات متحده آمریکا است که در شهرستان شلبی، تنسی واقع شده‌است. برانزویک ۷۸٫۹۴ متر بالاتر از سطح دریا واقع شده‌است.